# Isoelectroenfoque
Esta técnica, habitualmente denominada electroenfoque, se emplea ampliamente en bioquímica para separar moléculas cargadas. Se trata de un tipo de electroforesis.

## Fundamento
Se basa  en el desplazamiento de las moléculas en un gradiente de pH.  Las moléculas anfotéricas, como los aminoácidos, se separan en un medio en el que existe una diferencia de potencial y un gradiente de pH. La región del ánodo es ácida y la del cátodo es alcalina. Las sustancias que inicialmente se encuentran en regiones de pH inferior a su punto isoeléctrico estarán cargadas positivamente y migraran hacia el cátodo, mientras aquellas que se encuentran en medios con pH más altos que su punto isoeléctrico tendrán carga negativa  y migrarán hacia el ánodo. La migración las conducirá a una región donde el pH coincidirá con su punto isoléctrico, tendrán una carga  neta nula y se detendrán. De esta forma las moléculas anfotéricas se sitúan en estrechas bandas donde coincide su punto isoeléctrico con el pH.
- Datos: Q898861